# Horst Ludwig Störmer
Horst Ludwig Störmer (n. 6 aprilie 1949, Frankfurt am Main, Germania sub ocupație aliată) este un fizician american, laureat al Premiului Nobel pentru Fizică în 1998 împreună cu Robert B. Laughlin și Daniel Tsui pentru descoperirea unei noi forme de fluid cuantic ale cărui stări excitate au sarcină fracționară.